# Jackson (Wyoming)
 For alternative betydninger, se Jackson. (Se også artikler, som begynder med Jackson)
Jackson er en by og administrativt centrum for det amerikanske county Teton County i det nordvestlige Wyoming, USA. Byen ligger i den sydlige ende af dalen Jackson Hole mellem bjergkæderne Teton Range og Gros Ventre Range. Byen ligger 1.900 meter over havets overflade. 

## Beskrivelse
Byen kaldes af og til, også på nogle kort, Jackson Hole, men dette er ikke korrekt. Jackson Hole er kun navnet på dalen, som byen ligger i. Byen er om sommeren udgangspunkt for mange turisters besøg i nationalparkerne Grand Teton National Park og Yellowstone National Park, der begge ligger nord for byen. Mellem byen og Grand Teton National Park ligger National Elk Refuge, der er hjemsted for verdens største bestand af wapitihjorte, som overvintrer her. Om vinteren besøges byen også af mange skiturister, der kommer for at stå på ski i de nærliggende skiområder. Et enkelt af disse, Snow King Resort, ligger centralt i selve byen, og stedet er et af de få skisportssteder i USA, der er belyst om natten, og er desuden kendt for at have en af områdets stejleste pister. 
Om sommeren kan man hver aften lade sig underholde på torvet af cowboys, der kører i diligence, udkæmper skuddueller, bliver hængt, skændes med suffragetter og meget andet. Denne forestilling, der opføres af frivillige lokale, har spillet siden 1957.
Ud over denne attraktion kan byen prale af at have verdens største pigtrådsrulle, og af de fire porte, lavet af gevirer fra wapitihjorte, som fører ind til byens torv. 

## Befolkning
Befolkningstallet var ved folketællingen i 2000 8.647 indbyggere. 89,4 % af disse var hvide. Ingen andre befolkningsgrupper er repræsenterede med over 1 % af befolkningen. 38 % af byens indbyggere er i en eller anden form beskæftigede inden for turistindustrien eller inden for detailhandel. 
Den store turisme i byen har betydet, at der er opstået et egentligt restaurant- og indkøbskvarter, primært i området omkring byens torv. Her finder man blandt andet den berømte bar, Million Dollar Cowboy Bar, der er brugt som kulisse i flere westernfilm, samt den ligeledes kendte, men noget nyere Cadillac Restaurant. 

## Andet
En gang om året er byen vært for en konference for forfattere, Jackson Hole Writers Conference, startet af forfatteren Warren Adler og i de senere år har en del berømtheder anskaffet ferieboliger i Jackson. Det gælder fx skuespillerne Harrison Ford og Sandra Bullock, golfspilleren Tiger Woods og USA's tidligere vicepræsident Dick Cheney.